# Ферт (Небраска)
Ферт (енгл. Firth) град је у америчкој савезној држави Небраска.

## Демографија
По попису из 2010. године број становника је 590, што је 26 (4,6%) становника више него 2000. године.
| Група             | 2000.       | 2010.       |
| Белци             | 557 (98,8%) | 515 (87,3%) |
| Афроамериканци    | 1 (0,2%)    | 1 (0,2%)    |
| Азијати           | 1 (0,2%)    | 4 (0,7%)    |
| Хиспаноамериканци | 1 (0,2%)    | 53 (9,0%)   |
| Укупно            | 564         | 590         |